# Proteopedia
Proteopedia est un wiki en anglais présentant des modélisations 3D de protéines et d'autres molécules biologiques.
Le site propose une page pour chaque entrée du Protein Data Bank (plus de 77 000 pages), mais aussi des pages concernant la description des structures des constituants des protéines au sens large et des articles annexes portant par exemple sur les acétylcholinestérases, l’hémoglobine ou le Photosystème II. Ces descriptions 3D utilisent des images élaborées via Jmol, une applet Java. Les images mettent en évidence les emplacements fonctionnels (appelés sites) et les ligands (molécules avec leurs liaisons).
Le site utilise un outil de réalisation de représentations 3D qui fait que les auteurs n’ont pas à apprendre le langage de script de Jmol pour créer des représentations personnalisées de molécules. Les contributeurs peuvent facilement relier les emplacements fonctionnels (appelés les sites) et les ligands dans chacune de ces représentations par des liens verts qui apparaissent dans le texte de description sous la vue 3D. En cliquant sur un lien vert, les éléments correspondants sont mis en évidence dans la vue en 3D.
On n’a besoin que d’un navigateur internet pour accéder au site et aux informations 3D, il n’est pas nécessaire de télécharger et d’installer une visionneuse. Tout le contenu est gratuit sous couvert du respect de la licence de documentation libre GNU.
Proteopedia est hébergée au Israel Structural Proteomics Center à l’Institut Weizmann.
L’Award 2010  a été décerné à Proteopedia en tant que meilleur site Internet par le mensuel The Scientist: Magazine of Life Sciences (en).